# Claude Drevet
Claude Drevet (Loire-sur-Rhône, 24 aprile 1697 – Parigi, 23 dicembre 1781) è stato un incisore francese.

## Biografia
Claude Drevet era il quarto dei dieci figli di Floris Drevet, fiduciario e esattore della parrocchia della Loira e di Antoinette Bailly.
Nipote del celebre incisore Pierre Drevet, fu impiegato nella bottega di quest'ultimo insieme al cugino Pierre-Imbert, fin dall'età di nove anni per diventare esperto nell'arte dell'incisione. Sarebbe dunque arrivato a Parigi intorno al 1706 e, con il cugino, copiò opere religiose che venivano messe in vendita a nome dello zio, che le vendeva nel suo negozio, in rue Saint-Jacques à l'Annonciation.
Gli viene quindi attribuita la trasposizione di un Cristo con angeli e di una Deposizione dalla croce di Jean Jouvenet, incise su rame da Alexis Loir. Questa stampa è l'unica nota di Drevet prima che apponesse la sua firma per la prima volta nel 1718, quando aveva ventun anni, sulla lastra di rame chiamata Crocifisso con angeli o Gesù Cristo in croce adorato dagli angeli, dalla lastra incisa su due lastre di rame da Gérard Edelinck, a sua volta dal dipinto di Charles Le Brun.
Nel 1726 si trasferì nelle gallerie del Louvre e realizzò L'incoronazione di spine da un dipinto di Antoon van Dyck e San Giovanni di Dio da Claude Guy Hallé. Tre anni prima, si era guadagnato una solida reputazione incidendo il ritratto di Michel Robert Le Peletier des Forts, destinato alla celebre collezione dell'incoronazione di Luigi XV.

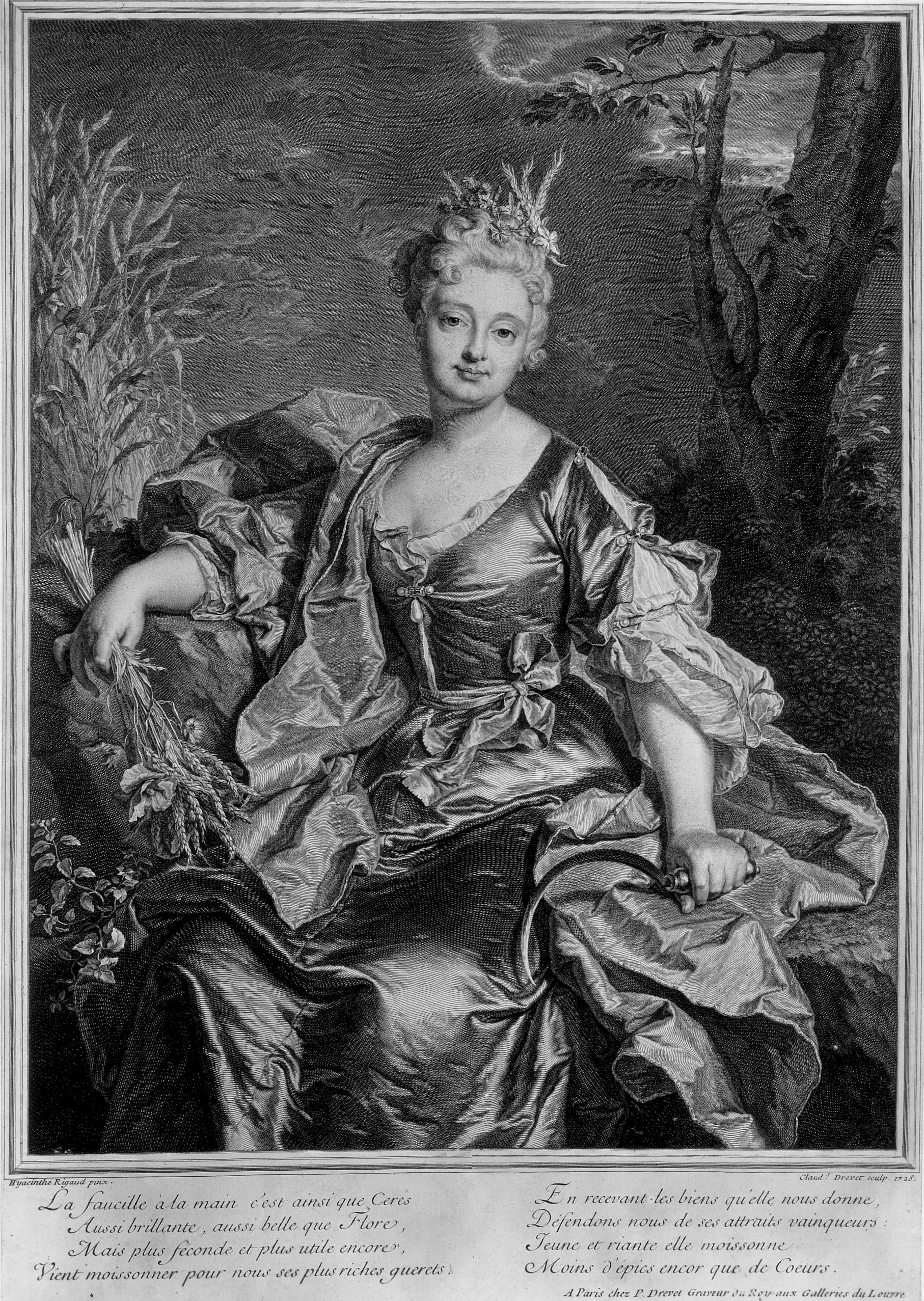
Ritratto di Marguerite-Henriette de Labriffe, da Hyacinthe Rigaud, 1733

A 31 anni è impegnato a incidere il ritratto di Marguerite-Henriette de Labriffe da Hyacinthe Rigaud e, come suo zio prima di lui, anche Claude sarà un interprete privilegiato del pittore d'origini catalane. Così, nel 1730, dimostrò il suo talento nella tavola raffigurante Philipp Ludwig Wenzel von Sinzendorf, sempre da Rigaud. Due anni prima della morte dello zio, Drevet consegnò, nel 1736, una riproduzione esatta del ritratto che Hyacinthe Rigaud aveva dipinto dell'arcivescovo di Parigi, Charles Gaspard Guillaume de Vintimille du Luc.
Sebbene abbia inciso per lo zio per tutta la vita, solo quattordici stampe possono essere realmente attribuite a Claude Drevet. Nel 1739, alla morte di Pierre Imbert Drevet, e benché questi avesse assunto il titolo di "incisore ordinario del re" su diversi documenti e lastre, tale incarico fu attribuito a Simon Thomassin il 19 maggio 1739.
Fu tuttavia sotto questo titolo che sposò, il 15 novembre 1745, Catherine Guillemette Baudry, figlia di Alexandre, procuratore allo Châtelet e di Anne Satenoy. Il contratto di matrimonio, redatto davanti ai notai Doyen e Leverrier presso la residenza Beaudry nella parrocchia di Saint-Eustache il 18 ottobre 1745, fu firmato da nomi prestigiosi, amici o modelli: il maresciallo di Sassonia, il cardinale Henri-Osvald de La Tour d'Auvergne, Charles-Gaspard-Guillaume de Vintimille du Luc, il luogotenente civile dello Châtelet Jérôme d'Argouges de Fleury (1682–1767), consigliere del re e amico dei Drevet, e l'intendente degli edifici del re, Jules Robert de Cotte. Sono presenti anche i botanici Antoine e Bernard de Jussieu e Michel Audran, imprenditore degli arazzi Gobelins.
A quel tempo, Claude Drevet viveva nell'agiatezza, se si considera lo stato del suo patrimonio al momento del matrimonio: oltre alle rendite derivanti dall'affitto di una casa ereditata dallo zio, poco più di 20.000 livres di rendita dalle tenute della Linguadoca e 3.000 dal collegio di Autun. Qualche anno dopo, e prima del 1769, la coppia sembra essersi separata, poiché Catherine Guillemette Baudry risulta domiciliata in quell'anno, nell'atto di successione del padre, a Saveure, vicino ad Amiens.
L'incisore risulta molto legato al pittore Jean-Baptiste Greuze, tanto da esserne il testimone, il 31 gennaio 1759, del suo matrimonio con la figlia del libraio di rue Saint-Jacques, Anne-Gabrielle Babuty. Drevet sarà poi padrino della prima figlia di Greuze, Marie-Anne-Claudine, e della secondogenita Louise-Gabrielle. Nel battesimo di quest'ultima, la madrina era invece Marie-Louise Desforge, moglie dell'incisore reale Johann Georg Wille. È probabile che Drevet possedesse un disegno a china di Wille rappresentante un uomo che chiedeva l'elemosina, considerato una delle opere migliori del maestro tedesco.
Il 15 settembre 1780 Drevet depositò il suo testamento nello studio del notaio Boulard e morì il 23 dicembre 1781. Fu subito redatto un inventario dei beni lasciati e furono apposti i sigilli. La sepoltura ebbe luogo il giorno successivo a San Germano d'Auxerre alla presenza del nipote materno, Claude Denis Monnaye, procuratore in parlamento, del pronipote, Étienne Perrin e di Antoine Marseille, suo esecutore testamentario.

## Opere
- da Antoon van Dyck:
  - Gesù Cristo coronato di spine
- da Charles Le Brun:

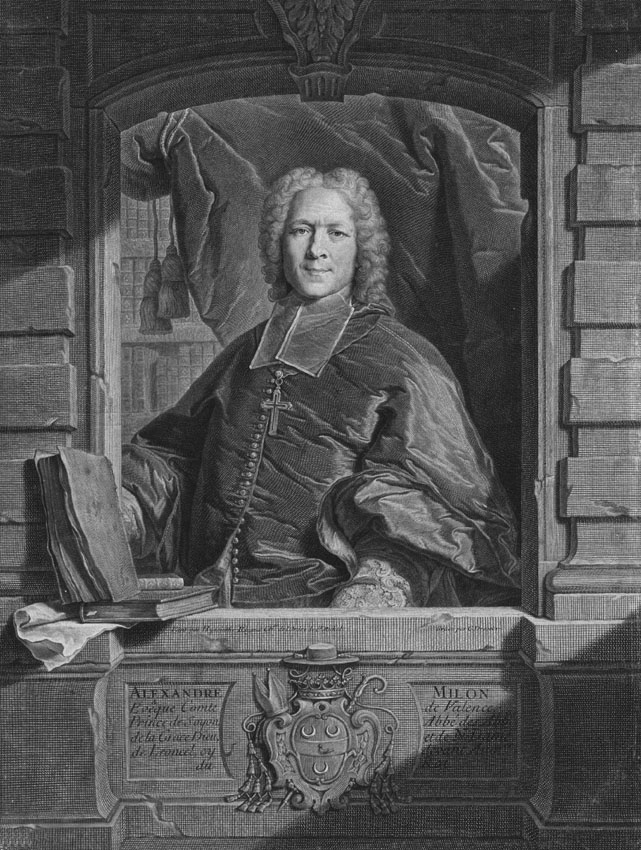
Ritratto di Alexandre Milon de Mesme, vescovo di Valence, da un'opera di Hyacinthe Rigaud

  - Crocifisso con angeli o Gesù Cristo in croce adorato dagli angeli
- da Jean Jouvenet:
  - Deposizione della Croce
- da Claude Guy Hallé:
  - San Giovanni di Dio
- da Pierre Dulin:
  - Ritratto di Michel Robert Le Peletier des Forts
- da Hyacinthe Rigaud:
  - Ritratto di Charles-Gaspard-Guillaume de Vintimille du Luc, arcivescovo di Parigi
  - Ritratto di Philipp Ludwig Wenzel von Sinzendorf, inviato dell'imperatore
  - Ritratto del cardinale d'Auvergne
  - Ritratto di Alexandre Milon de Mesme, vescovo di Valence
  - Ritratto di Marguerite-Henriette de Labriffe come Cerere
- da Adrien Leprieur:
  - Ritratto di François-Pierre Calvairac
- da Juste-Aurèle Meissonnier:
  - Ritratto di Jean Victor de Besenval de Brünstatt